# Мундиа, Налумайно
Налумайно Мундия (англ. Nalumino Mundia; 27 ноября 1927, Калабо, Северная Родезия — 9 ноября 1988, США) — замбийский политический и государственный деятель, премьер-министр Замбии с февраля 1981 до апреля 1985 года, дипломат.

## Биография
Член Объединенной партии национальной независимости. С 1981 по 1985 год занимал пост премьер-министра Замбии.
Работал послом Замбии в США, Бразилии, Перу, Венесуэле и ряде других стран.
Во время дипломатического мероприятия в США потерял сознание и впоследствии умер от сердечного приступа 9 ноября 1988 года, у дипломата остались жена и шестеро детей.